# Prodavíz
Prodavíz (horvátul Virje) falu és község (járás) Horvátországban, Kapronca-Kőrös megyében.

## A község (járás) települései
Közigazgatásilag Donje Zdjelice, Hampovica, Miholjanec, Rakitnica és Šemovci falvak tartoznak hozzá.

## Fekvése
Kaproncától 17 km-re délkeletre, a drávamenti főút mellett fekszik.

## Története
A római korban Lentulis nevű katonai őrtorony állt ezen a helyen, majd a korai középkorban Prodavicz vára volt itt. A települést és Szent Márton egyházát 1334-ben említik először abban a feljegyzésben, melyet Ivan zágrábi főesperes a zágrábi káptalan helyzetéről írt. A templom pontos helyéről, építési idejéről, építési anyagáról, formájáról nincs információ. Ivan Pfeifersberg plébános beszámol arról, hogy a mai templom építésekor sírkövet találtak, mely azt a helyet jelölte, ahol 1484-ben kápolnát építettek. Ennek a kápolnának a bővítéséből lett később plébániatemplom. A plébános azt is elmondja, hogy ezt a követ odaadták az építőknek, hogy a sekrestye bejárata mellett a templom falába építsék be.
A falu 1435 és 1445 között Tallóczi Matkó horvát bán birtoka volt. 1543-ban említik Weisethurm és Weisenburg néven említik erősségét, mely a török elleni védelmet szolgálta. 1552-ben teljesen elpusztította a török, a várnak nyoma sem maradt. A települést 1603-ban említik először "Wirie" néven a horvát szábor jegyzőkönyvében. 1680-ban 317 házat és 1775 lakost számláltak itt. 1735-ben a település nagy részét tűz pusztította, melyben a templom is leégett. Ezt az 1738-as egyházlátogatás is megerősíti, leírva hogy a templomból csak falak maradtak. Mihovil Igrečić plébános a romos templomot nemsokára újjáépíttette. Erre emlékeztetett a bejárat feletti 1764-es évszám az újraszentelés dátuma. A falu iskolája 1759-ben nyílt meg. A 19. század elejére a település fejlődése új lendületet vett, új utcák nyíltak, kutakat ástak és kialakult a templom körüli tér. 1818-ban megnyílt a helyi postahivatal. 1833-ban felépült a mai plébániatemplom, a régi templomból csak a torony maradt meg. 1847-ben az újonnan létesített temetőben felépült a Szent Jakab kápolna. 1878-ban megalakult az önkéntes tűzoltóegylet, megnyílt a könyvtár és olvasókör. 1884-ben megalakult az énekkar. 1894-ben felépült a régi iskola. 1908-ban megalakult a Prodavac sportegyesület. 1909-ben Virje is bekapcsolódott a vasúti hálózatba.
A falunak 1857-ben 5140, 1910-ben 5467 lakosa volt. Trianonig Belovár-Kőrös vármegye Szentgyörgyi járásához tartozott. 1931-ben vadásztársaság és asszonykör alakult. 1964-ben helyi rádióállomás kezdte meg működését. 1971-ben felépült az új iskolaépület. 1978-ban megnyílt a helytörténeti múzeum. 1994-ben a honvédő háborút követően megalakult Virje község. 2000-ben felépült a közösségi ház, 2006-ban pedig megindult a szennyvíztisztító építése. 2001-ben 3684 lakosa volt. Lakói főként mezőgazdasággal, állattenyésztéssel és különböző kézműves munkákkal foglalkoznak.

## Nevezetességei
- Szent Márton tiszteletére szentelt plébániatemploma[2] 1832 és 1834 között épült barokk stílusban a leégett korábbi templom helyén. A régi templomból csak a torony maradt. A templom hosszúsága 38 méter, szélessége 19 méter. 1891-ben a Zágrábból érkezett Marko Antonini festőművész festette ki. Öt oltára van: a Szent Márton főoltár, a mellékoltárok a Megváltó, Szent Fábián, Szent Sebestyén és a Szeplőtelen Szűz tiszteletére vannak szentelve. A templom eredeti orgonája 1733-ban készült, a mai 18 regiszteres orgonát 1916-ban építették Heffer műhelyében. Régi óráját 1673-ban készítették, 1863-ban Nagykanizsán újat vásároltak helyette és 1999-ig működött, amikor új elektromos órával látták el a templomot.
- A Szent Jakab temetőkápolna[3] 1847-ben épült. A klasszicista jellegű épület a 19. században épült. Egyhajós épület, téglalap alaprajzú, keskenyebb, félköríves záródású szentéllyel, az északi oldalon sekrestyével és a főhomlokzat feletti harangtoronnyal. A temetőben a kápolna mellett több értékes sír is található, például a Totar család sírja, amelyet a 19. és 20. század fordulóján gótikus stílusban terveztek. Formáját és korukat tekintve több a 19. és 20. század első feléből származó sírkő, valamint a környék jeles embereinek sírjai érdemelnek figyelmet.
- Helytörténeti múzeumát 1977-ben alapították a régi iskola épületében[4] és 1979-ben nyitotta meg kapuit. Gazdag néprajzi kiállítással és számos helytörténeti dokumentummal rendelkezik. Az épület 1894-ben épült reneszánsz stílusban, egyemeletes, alápincézett épületként. Az oldalsó szárnyakkal együtt az épület U alaprajzú. Az épület oldalsó, egymással összefüggő helyiségeket tartalmazó részei az északi főhomlokzat mentén kialakított folyosóval vannak összekötve. Két oldalsó bejárata lehetővé teszi az észak felőli bejutást. A homlokzatok szimmetrikus kialakításúak, a párkányok általi hangsúlyos vízszintes felosztással. A homlokzatokat téglalap alakú ablaknyílások sora, az első emeleten pedig pilaszterek tagolják. A főhomlokzat központi tengelyét mindkét emeleten dupla ablakok hangsúlyozzák.
- A domonkos testvérek 2000-ben kolostort építettek a településen.

## Külső hivatkozások
- Hivatalos oldal
- Egykori katolikus plébániák Komarnica (Novigrad Podravski) környékén – Horvát történelmi portál